# Television (Television)
Television è il terzo album in studio del gruppo statunitense dei Television, pubblicato nel 1992 per la Elektra Records, frutto della riunione avvenuta 14 anni dopo la pubblicazione del precedente album Adventure.

## Tracce
I brani sono scritti da Tom Verlaine.
1. 1880 Or So  – 3:41
2. Shane, She Wrote This  – 4:21
3. In World  – 4:12
4. Call Mr. Lee  – 4:16
5. Rhyme  – 4:47
6. No Glamour for Willi  – 5:00
7. Beauty Trip  – 4:22
8. The Rocket  – 3:23
9. This Tune  – 3:42
10. Mars  – 4:56

## Musicisti
- Tom Verlaine - voce, chitarra
- Richard Lloyd - chitarra
- Fred Smith - basso, voce, chitarra
- Billy Ficca - batteria